# 玉山幽眼蝶

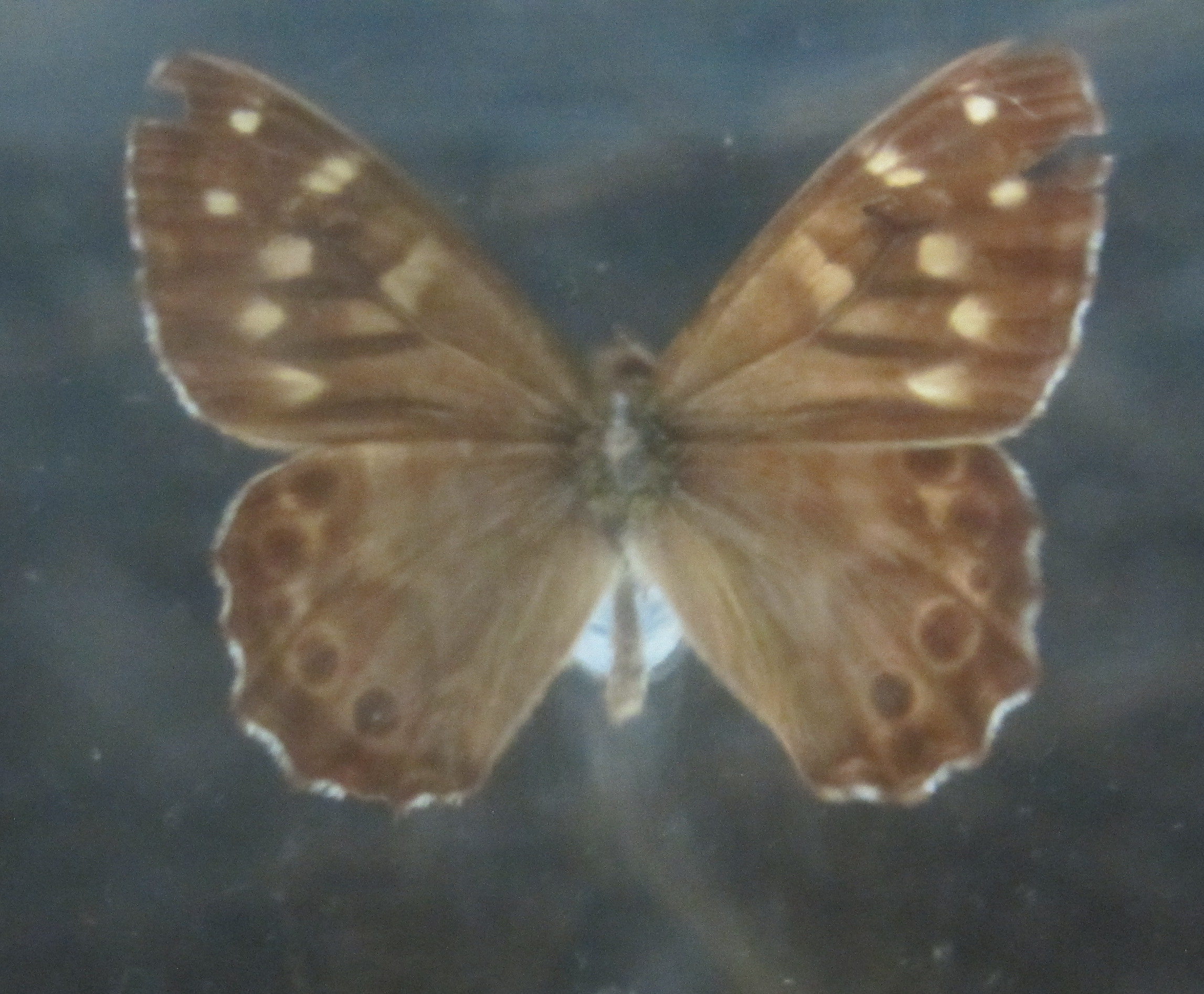
標本

玉山幽眼蝶（学名：Zophoessa niitakana），又名玉山黛眼蝶、玉山蔭蝶，为蛺蝶科幽眼蝶屬下的一个种。

## 描述
本種略具雌雄二型性，為中小型眼蝶。
雄蝶：體背暗褐色，腹面灰白帶橙色。頭前額有褐毛，觸角黑褐色帶白紋，末端裸露。下唇鬚黑褐雜橙，側面具白條紋。胸部褐色，足褐色，前足具刷狀毛、跗節退化呈刺狀。前翅長21-24 mm，近三角形，後翅卵形，外緣波狀。翅背面褐色，前翅中央有淡赭色斑列，近翅頂有小白紋；後翅外側有黑褐色眼紋。翅腹面赭褐色泛橄欖綠，斑紋更明顯，前翅有白斑與白短帶，後翅內側有兩道白帶，外側有眼紋列及臀區小斑點。性標為深色特化鱗，分布於中室與多條脈後側。
雌蝶：體型與雄蝶類似，翅幅較寬，前足正常、具刺、毛較少、跗節分節。無性標。
整體外觀特徵包括：翅面有黃白色斑列與弧形眼紋，翅腹面外緣有橙色細帶、內緣鑲白線，後翅有白色鏤空紋，緣毛黑白相間。

## 分布
本種為台灣特有種，分布於台灣本島中高海拔地區，數量不多。

## 生態習性
棲息於常綠闊葉林森林邊緣與箭竹原，一年至少兩代，成蟲主要在春、夏、秋季活動。飛行活潑，會訪花。幼蟲以禾本科玉山箭竹為食。。

## 資料來源
1. 1 2  徐堉峰，梁家源，黃智偉，沈宗諭. . 農業部林業及自然保育署. 2021/12. ISBN 9786267100523.
2. 1 2  徐堉峰. . 台中市: 晨星出版社. 2013. ISBN 978-986-177-668-2.

## 扩展阅读
- 維基物種上的相關：玉山幽眼蝶
- 维基共享资源上的相關多媒體資源：玉山幽眼蝶